# Acadèmia Americana de les Arts i les Ciències
L'Acadèmia Americana de les Arts i les Ciències, en anglès: American Academy of Arts and Sciences, és un centre de recerca científica independent que porta estudis multidisciplinaris sobre problemes complexos i emergents. Els membres d'aquesta acadèmia són líders en les seves disciplines acadèmiques, de les arts, els negocis i els assumptes públics. És una de les societats erudites més antigues dels Estats Units. Va ser fundada el 1780 durant la Revolució americana per John Adams, John Hancock, James Bowdoin, Andrew Oliver i altres pares fundadors dels Estats Units.  Entre els seus membres figuren Benjamin Franklin, George Washington, Thomas Jefferson, Johann Gottfried Eichhorn i Alexander Hamilton. Té la seu a Cambridge, Massachusetts, en un edifici dissenyat per Kallmann McKinnell and Wood. Promociona conferències, organitza projectes de recerca i publica una revista anomenada Daedalus. Té uns 4.000 membres i 600 membres honoraris estrangers. Entre els seus membres hi ha 200 persones amb premi Nobel.
La pertinença a l'acadèmia s'aconsegueix mitjançant una petició, revisió i procés d'elecció. El diari trimestral de l'acadèmia, Dædalus, està publicat per la MIT Press en nom de l'acadèmia, L'acadèmia també duu a terme polítiques públiques multidisciplinàries recerca. Laurie L. Patton esdevindrà presidenta de l'Acadèmia el gener de 2025.

## No s'ha de confondre amb
- United States National Academy of Sciences
- Academy of Motion Picture Arts and Sciences
- Acadèmia Americana de les Arts i les Lletres
- American Association for the Advancement of Science
- World Academy of Art and Science
- National Academy of Recording Arts and Sciences